# Conjola-Nationalpark
Der Conjola-Nationalpark (englisch Conjola National Park) ist ein etwa 110 Quadratkilometer großes Naturschutzgebiet im australischen Bundesstaat New South Wales, rund 40 Kilometer südlich von Nowra. Er liegt direkt östlich des Princes Highways und erstreckt sich bis zum Pazifik bei Sussex Inlet. 
Der Park bietet hügeliges Terrain mit Seen wie den Swan Lake, dem Conjola Lake und dem Berringer Lake, Bächen und viel Wald. Die Gegend wurde seit 6000 Jahren von Aborigines bewohnt.
Es kommen mehr als 197 Vogelarten im Park vor, davon gelten mehr als ein Dutzend als bedroht. Der Park ist auch Lebensraum des Australischen Zwerggleitbeutlers, des Kurzkopfgleitbeutlers, des Großen Gleithörnchenbeutlers, des Sumpfwallabys und des Rotnackenwallabys.
Im Januar 2013 wütete ein schweres Buschfeuer im Park und wurde darauf bis auf Weiteres geschlossen.